# Arthur Larsen
Arthur David Larsen (ur. 17 kwietnia 1925 w Hayward, stan Kalifornia, zm. 7 grudnia 2012 w San Leandro, stan Kalifornia) – tenisista amerykański.

## Życiorys
W okresie II wojny światowej był żołnierzem armii amerykańskiej i uczestniczył w walkach w Europie. W 1949 po raz pierwszy został sklasyfikowany w czołowej dziesiątce w USA (jako nr 6) i figurował w czołówce przez kolejne 6 lat, w tym w 1950 jako lider. Był także notowany w czołówce światowej – 1950, 1951 i 1953 w czołowej dziesiątce, 1950 jako nr 3 na świecie.
W 1950 odniósł swoje jedyne zwycięstwo w turnieju wielkoszlemowym – wygrał US Open, po finałowym meczu z Herbertem Flamem 6:3, 4:6, 5:7, 6:4, 6:3. Przegrywał w finałach US Open i French Open w 1954. W 1955 Larsen wygrał konkurencję debla w prestiżowym turnieju Italian Open w Rzymie. W latach 1951–1952 reprezentował barwy USA w Pucharze Davisa.
W 1952 Larsen triumfował w mistrzostwach USA na nawierzchni ziemnej i twardej, a rok później także w mistrzostwach krajowych w hali. Tym samym, ponieważ turniej US Open rozgrywany był w tamtych latach na kortach trawiastych, jest jedynym zawodnikiem – obok swojego znanego rywala z lat 50. Tony’ego Traberta –  który wygrywał mistrzostwa USA na czterech różnych nawierzchniach.
W 1955 zwyciężył w zawodach singlowych podczas igrzysk panamerykańskich rozgrywanych w Meksyku. W finale pokonał Enrique Moreę 4:6, 9:7, 6:4, 6:2.
Był zawodnikiem leworęcznym, w trakcie kariery używał przydomku Tappy. W 1969 jego nazwisko wpisano do Międzynarodowej Tenisowej Galerii Sławy.